# Biserica Domnească din Târgoviște
Biserica Domnească din Târgoviște, fost paraclis al Curții Domnești, este un monument istoric și de arhitectură, ctitorie a lui Petru Cercel (1585).
Lăcașul a fost reparat în timpul domniei lui Constantin Brâncoveanu, între anii 1698–1699, ispravnic al lucrărilor fiind marele dregător Ianache Văcărescu. Picturile au fost executate de pictorul Constantinos în anul 1702.